# Euonymus huangii
Euonymus huangii là một loài thực vật có hoa trong họ Dây gối. Loài này được H.Y.Li & Yuen P.Yang mô tả khoa học đầu tiên năm 2000.